# Expolit
Expolit es un evento que se lleva a cabo todos los años en la ciudad de Miami, Florida, desde su fundación en el año 1992, el cual, tiene el propósito de ofrecer una plataforma para promocionar música y literatura de contenido cristiano. A esta exposición asisten medios de comunicación internacionales y líderes mundiales de tendencia y opinión. Inicialmente, su enfoque era la literatura, con el pasar los años, hubo una transición al añadirse otro tipo de contenido artístico, por lo cual, constituyéndose en la convención hispana de música cristiana más grande. El congreso ha reunido a las mejores editoriales, cantantes, autores y comunicadores del medio cristiano latino.

## Historia
En el 1992, el Sr. David Ecklebarger dispuso reunir a libreros y distribuidores con la intención de encontrar formas para mejorar la producción y distribución de textos impresos en Latinoamérica. En aquel entonces, Ecklebarger era el Presidente de Spanish House Distributors, la única distribuidora que llevaba libros cristianos a Latinoamérica. Este comienzo noble se convertiría en el eje de la industria cristiana, conocido desde entonces como Expolit.
Después de dos años de esta exitosa iniciativa, el Sr. David Ecklebarger delegó en Marie M. Griffin para manejar esta convención que ofrece una fuente de recursos y apoyo para la Iglesia y para la industria. Durante décadas, se le conoció como la exposición de literatura y música cristiana más importante del mundo, pero hoy día, se ha convertido en el punto de encuentro anual de capacitación y networking para líderes, pastores, cantantes y medios de comunicación, y a todo aquel, que de alguna manera u otra, sirve a la Iglesia hispana.
En 2017, se realizó la celebración de la edición 25 de la convención, donde parte de los fondos estarían destinados a ayudar a los cristianos que viven en Oriente Medio.
En la edición de 2021, se presentó a Yadheera Báez como nueva directora de Expolit. Miles de pastores, ministros, artistas, y líderes de la industria de la música y literatura se dieron cita en la ciudad de Miami durante cuatro días. Además, se lanzó con éxito el Expolit Music Market y el programa para Nuevos Autores, contando con la colaboración de Monitor Latino, ONErpm, Symphonic, The Orchard, Claro Música, Celi Marrero Media Planners, entre otros.

### Divisiones
Expolit empezó a agregar a su ya robusto programa más recursos enfocados a los niños y jóvenes con el propósito de brindar a la nueva generación un espacio de capacitación y entrenamiento. ExpoKids y ExpoJoven, es el nombre de esta división que proyecta actividades, exhibiciones y conciertos.

## Discografía
Expolit lanza en cada edición, una canción lema que identifica la temática, y un álbum que recopilaba sencillos de algunos de los artistas que se presentaban en el evento. Los artistas que más apariciones tuvieron en estos CD son Marcos Witt, Funky, Álex Campos, Aline Barros, Julissa, entre otros.

## Premios Águila
Como forma de reconocer lo mejor de los medios informativos en esta convención, desde 2010 fueron creados los Premios Águila bajo la organización de El Mensaje Comunicaciones. Año tras año, el Premio Águila se ha posicionado como en el evento de mayor relevancia dentro de los medios de comunicación con enfoque cristiano, al convocar a los periodistas y comunicadores más influyentes de Estados Unidos, Latinoamérica, el Caribe y Europa. Las categorías de este premio están enfocados en creación de contenido.